# Fritz Dürrenberger
Fritz Dürrenberger (* 9. Dezember 1869 in Basel; † 12. Januar 1945 ebenda) war ein Schweizer Panorama-Zeichner.

## Werk
Fritz Dürrenberger war wie sein Vater Küfer und arbeitete als solcher in Basel. Aus Liebe zur Geografie begann er Landschaftspanoramen zu zeichnen. Zwei davon wurden bekannt: das Panorama vom Passwang, das 1906 als farbige Lithografie in einer Erstauflage von 1500 Exemplaren aufgelegt wurde, und das Panorama vom Gempenstollen, das Dürrenberger 1920 zeichnete. Letzteres konnte aus Kostengründen nicht gedruckt werden. Der Geograf  Paul Suter schrieb über Dürrenbergers Arbeit: «Beide Arbeiten zeichnen sich durch die grosse Genauigkeit und Zuverlässigkeit der reichhaltigen topografischen Angaben aus». Die beiden originalen Werke befinden sich heute im Museum.BL in Liestal.